# 14354 Kolesnikov
A 14354 Kolesnikov (korábbi nevén 1987 QX7) a Naprendszer kisbolygóövében található aszteroida. Eric Walter Elst fedezte fel 1987. augusztus 21-én.

## Kapcsolódó szócikk
- Kisbolygók listája (14001–14500)